# Wypędzony (prawo niemieckie)

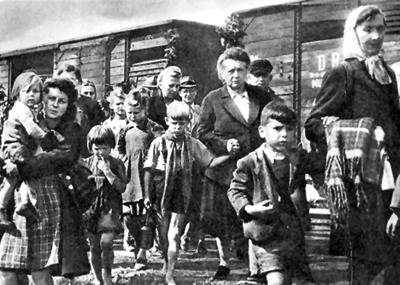
Wysiedleni Niemcy sudeccy

Wypędzeni (niem. Vertriebene) – według niemieckiego prawa osoby, które jako obywatele niemieccy lub deklarujące niemiecką narodowość (potwierdzoną np. przez posługiwanie się językiem), wskutek prześladowań przez reżim narodowosocjalistyczny lub zastosowania przymusu podczas II wojny światowej i później (np. przymusowych wysiedleń dokonanych na podstawie umów międzynarodowych) utraciły w wyniku wojny miejsce zamieszkania, pobytu lub stałego wykonywania zawodu na terenach utraconych przez Niemcy na wschodzie lub położonych poza granicami Niemiec (ustalonymi według stanu na 31 grudnia 1937).
Status „wypędzonego” uprawnia m.in. do odszkodowania za utracone mienie i przywileje podatkowe.
W 1948 r. status wypędzonego miało ok. 8 mln osób, a w 1984 r. ok. 16 mln osób.
W latach 1949–1969 sprawami wypędzonych zajmowało się specjalne Federalne Ministerstwo do spraw Wypędzonych, Uchodźców i Ofiar Wojny.

## Historia

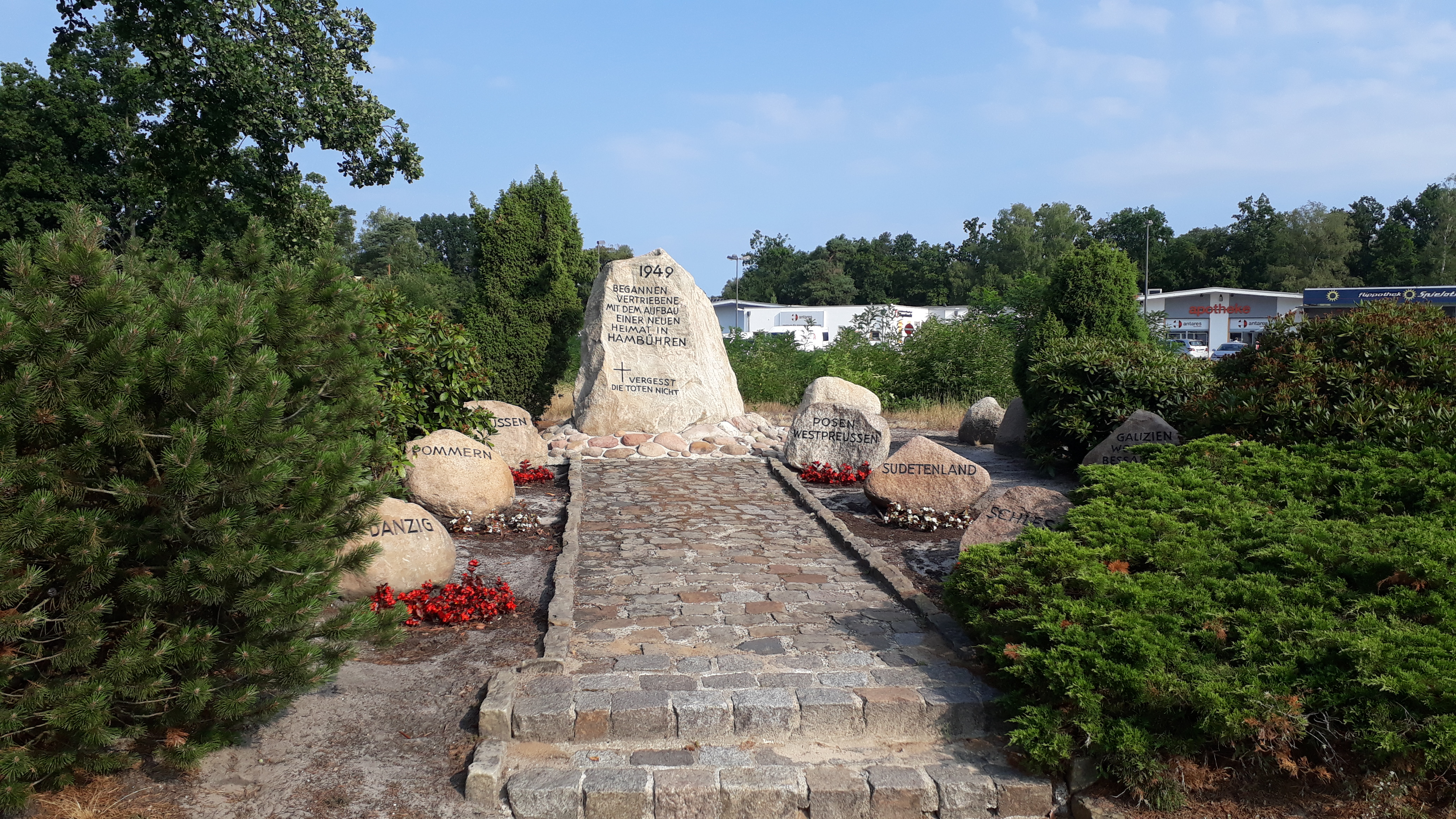
Kamienie upamiętniające „wypędzonych” w Hambühren w Niemczech

Pierwsza regulacja prawna dotycząca statusu osób wypędzonych pochodziła z 19 maja 1953 roku.
Pierwsi wypędzeni pochodzili przeważnie z terenów utraconych przez Niemcy po II wojnie światowej i innych obszarów Europy wschodniej i południowo-wschodniej, jak np. Kraj Sudetów (Niemcy sudeccy), Siedmiogród (Sasi siedmiogrodzcy) i to oni do początku lat 90. stanowili większość tej grupy migracyjnej.
Od lat 90. większość przesiedleńców przybywała do Niemiec z krajów byłego ZSRR (Niemcy kaukascy, reszta Niemców bałtyckich, Niemcy nadwołżańscy, Niemcy krymscy, Niemcy z Kazachstanu).
Przepisy prawne w tym zakresie zmieniały się od ich powstania wielokrotnie, np. ostatnie zmiany z 1990 i 1997 roku dotyczyły procedury uzyskania statusu przesiedleńca. Status ten mogą uzyskać obecnie jedynie osoby przybyłe do Niemiec po wcześniejszym sprawdzeniu ich pochodzenia i wydaniu przez niemieckie placówki dyplomatyczne za granicą stosownego zaświadczenia (Aufnahmebescheid). Dodatkowo od 1997 r. sprawdzana jest znajomość języka niemieckiego.

### Heimatvertriebene
Heimatvertriebene to obywatele niemieccy lub osoby deklarujące niemiecką narodowość, którzy opuścili miejsce zamieszkania przed 1 stycznia 1993 na terenach utraconych przez Niemcy po wojnie na wschodzie (na dzień 1 stycznia 1914 znajdujące się w granicach Cesarstwa Niemieckiego lub Monarchii Austro-Węgierskej).
Zgodnie z powyższym status „wypędzonego” obejmuje również osoby narodowości niemieckiej, wysiedlone z terenów anektowanych w 1939 roku przez Związek Socjalistycznych Republik Radzieckich. Pakt o granicach i przyjaźni pomiędzy III Rzeszą a Związek Socjalistycznych Republik Radzieckich z 28.09.1939 r. przewidywał prawo repatriacji ludności pochodzenia niemieckiego z terenów okupowanych i anektowanych przez ZSRR. Obejmowało to zarówno wschodnie tereny II Rzeczypospolitej, jak i anektowane przez ZSRR latem 1940 Litwę, Łotwę, Estonię i rumuńską Besarabię w konsekwencji ustaleń paktu Ribbentrop-Mołotow.
Były prezydent Niemiec Horst Köhler zalicza się również do tej kategorii wypędzonych, choć sam zdystansował się publicznie od statusu „wypędzonego”. Jego rodzina została repatriowana do Rzeszy w roku 1940 z anektowanej przez Związek Socjalistycznych Republik Radzieckich rumuńskiej Besarabii.

### Spätaussiedler
Przesiedleńcy przybywający do Niemiec po 31 grudnia 1992 nieotrzymujący już statusu wypędzonych nazywani są Spätaussiedler (późnymi przesiedleńcami).

## Organizacje wypędzonych

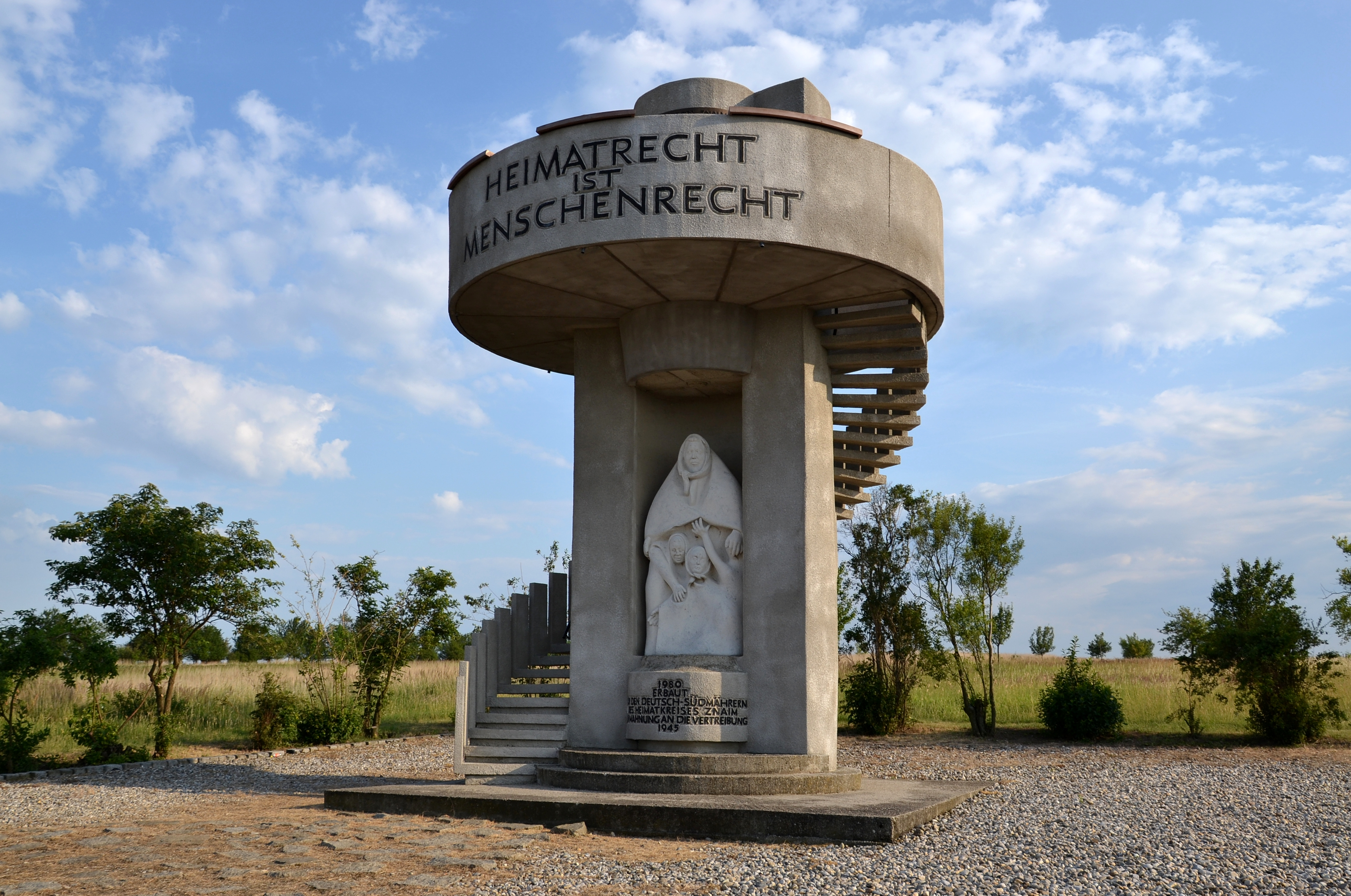
Südmähren Warte – pomnik-wieża widokowa w Dolnej Austrii, w pobliżu granicy czeskiej, upamiętniający wypędzonych z powiatu Znaim

W Niemczech wypędzeni zorganizowani są w różnego typu ziomkostwach, ze Związkiem Wypędzonych stanowiącym dla nich organizację dachową. Okres wzrostu organizacje te mają od ok. końca lat 1970. za sobą, a wielu ich obecnych członków urodziło się już na terenie obecnych Niemiec.

## Upamiętnienie
Zarówno w Niemczech, jak i w Austrii liczne są pomniki upamiętniające wypędzonych. Duża ich ilość znajduje się zwłaszcza na pogranicznych terenach z Czechami, w bliskości dawnych rodzinnych stron.